# C9 (비디오 게임)
《C9》(Continent of the Ninth Seal)은 웹젠에서 제작한 다중 사용자 온라인 롤플레잉 게임(MORPG)이다. 2009년 대한민국 게임대상에서 대상 및 기술·창작상 게임 사운드, 게임 그래픽, 게임 캐릭터 부문을 수상하였다.
대한민국에서는 한게임이 운영하고 있었으나, 2012년 10월 18일 부로 서비스를 중단했다.